# Доисторическая Центральная Азия
Дописьменный период человеческой истории Центральной Азии начинается со времени нижнего палеолита, к которому относятся древнейшие орудия. Наиболее известный памятник этого периода обнаружен в долине Соан в Пакистане: находки датируются 1,4—1,2 млн лет назад. Палеолитическая стоянка Кульдара у кишлака Лахути Ховалингского района Таджикистана имеет возраст 800 тыс. лет. Стоянки Хонако II, Оби-Мазар-6 датируются возрастом 600—900 тыс. л. н., стоянка Кошкурган-1 — возрастом 400—500 тыс. лет. В Казахстане к нижнему палеолиту относятся стоянки Ушбулук I и Ушбулук II в районе Малого Каратау, к раннеашельскому периоду — стоянки в урочищах Борыказган, Шабакты, Танирказган, Кызылтау, Акколь 1, Казангап. В Таджикистане в Каратау I и Лахути I обнаружено более 2000 предметов, датируемых около 300—200 тысяч лет назад. В Узбекистане в пещере Тешик-Таш были обнаружены останки неандертальца, а в гроте Оби-Рахмат были найдены останки мальчика 9—12 лет, похожего и на неандертальца, и на человека разумного. В Таджикистане на мустьерской стоянке Худжи, датируемой возрастом 42 тыс. л. н., найден зуб, который по мнению А. А. Зубова и Э. Тринкауса принадлежал не неандертальцу, а архаичному Homo sapiens sapiens.

## Каменный век
Наиболее ранние находки, связанные с человеком современного типа, были сделаны в 1975 году во Внутренней Монголии.
Археологические свидетельства присутствия людей в данном регионе немногочисленны. Ряд исследований указывают на Центральную Азию как на регион, откуда люди, скорее всего, позднее заселили Европу, Сибирь и Северную Америку.
В. А. Ранов подразделял эпипалеолит Центральной Азии на маркансуйскую и бешкентскую культуры, мезолит региона он подразделял на мезолит Восточного Туркменистана (Дам-Дам-Чешме-1, Дам-Дам-Чешме-12, Джебел) и мезолит Южного Таджикистана (Туткаул, Дарай-Шур, Оби-Киик, Чиль-Чор-Чашма).

## Переход к земледелию
Вплоть примерно до 10 000 года до н. э. первые обитатели Центральной Азии занимались охотой и собирательством. Постепенно они стали переходить к производящей экономике. В 6 тысячелетии до н. э., когда охотники-собиратели ещё продолжали населять пещеры, оседлые земледельцы начали сооружать свои постоянные поселения. Остатки подобных поселений обнаружены в Джейтуне близ Ашхабада в Туркменистане. В одном из таких поселений имелось около 30 домов, в которых могло жить до 200 человек. Жители поселений джейтунской культуры культивировали ячмень и пшеницу, владели искусством ирригации. Коза к тому времени уже была одомашнена, а овцы оставались дикими.
Незадолго до джейтунской эпохи, в 7 тысячелетии до н. э., произошла миграция с Ближнего Востока в регион Каспийского моря. С собой мигранты привели одомашненных овец и коз. Эти люди жили в сезонных жилищах в пещерах, таких, как Джебел в Большом Балхане или Дам-Дам-Чашме II в Прикаспии (Туркмения). По пристрастному мнению Бернара Сержана, это были носители семито-хамитских языков. Мигрируя на север вплоть до Чёрного моря, они постепенно смешались с автохтонами, среди которых были и протоиндоевропейцы.
В 6—4 тысячелетиях до н. э. большую часть западного Туркестана занимала кельтеминарская культура. Её люди использовали ту же технологию обработки кремня, что и люди Джейтуна, однако производили прежде всего наконечники стрел, а не каменные серпы. Они охотились на газель и кулана, также занимались рыболовством. Они жили в сезонных поселениях близ источников воды в полуподземных жилищах или в крупных зданиях площадью более 300 м². Археологи обнаружили костные останки верблюдов, коров и диких лошадей. Использовалась простая керамика с росписью или насечной декорацией. В. Н. Даниленко предполагал, что люди джебельской культуры переселились с земель на юго-востоке от Каспийского моря, чтобы обосноваться на Волге, в связи с давлением со стороны людей кельтеминарской культуры, и он же предполагает, что было две волны миграции. Ряд исследователей считает эту культуру родственной культуре ямочно-гребенчатой керамики и относят к кругу финно-угорских народов
В науке сейчас принято считать, что в земледельческой зоне Средней Азии предшественники индоиранцев были народы дравидийского корня. Судя по тому, что дравидийские языки обнаруживают отдаленное родство с эламским, на котором в глубокой древности говорило автохтонное население Юго-Западного Ирана, дравидийские племена двигались в Среднюю Азию с запада, из Ирана. Древнейший период в истории этих племён — общий протодравидийский — относится к V—IV тыс. до н. э. Всем этим условиям хорошо удовлетворяет анауская культура Южного Туркменистана, носители которой, очевидно, и являлись восточным форпостом древнейших протодравидийских племён…В доарийский период своей истории отдельные протодравидийские народы образовывали мощные объединения, о характере которых пока судить трудно… Дравидийское население продолжало жить на территории Средней Азии и Иранского нагорья и после прихода арьев. Но оно или ассимилировалось индоиранцами, или оттеснялось в горы, Ещё в средние века в горных местностях, преимущественно на юге Иранского плато, сохранялись отдельные островки дравидоязычного населения…Но протодравидийские народы были не единственным доарийским населением Средней Азии. Наряду с ними существовали ещё два крупных этнических массива. В западной, равнинной части Средней Азии, тогда значительно более увлажненной, чем теперь, по берегам озёр и в дельтах рек жили рыболовы и охотники кельтеминарской культуры (IV—III тыс. до н. з.). Они образовывали своего рода крайний южный клин обширного мира таких же рыболовов и охотников, обитавших на просторах Западного Казахстана, Урала и Зауралья. Именно они имели возможность вступать в непосредственные контакты с миром древних земледельцев Средней Азии, с создателями анауской культуры. Все это подводит к мысли, что в таких условиях и могли осуществляться давно уже подмеченные лингвистами очень древние языковые связи финно-угорских народов с дравидами. Так объясняется удивительная связь между народами, которые ныне удалены на огромные расстояния друг от друга, занимая крайний север и крайний юг Азиатского континента.

На территории Кара-Калпакской АССР в районе старого русла Акчадарье в 1954 году Хорезмской экспедицией был найден большой могильник Кокча 3. Раскопки производились под руководством С. П. Толстова и М. А. Итиной. На территории правобережной Амударьи С. П. Толстов выделил две культуры эпохи бронзы: тазабагъябскую и суярганскую, которые в течение длительного времени существовали одновременно. Могильник датируется XIII—XI веками до н. э. и относится к времени, когда стоянки двух различных культур сосуществовали. Это свидетельствует и о разнородном этническом составе. Преобладание тазабагъябского элемента в культуре стоянки Кокча 3 позволило С. П. Толстову отнести этот памятник к тазабагъябской культуре и провести параллели с андроновской культурой северного Казахстана и южного Зауралья, и срубно-хвалынской культурой Поволжья. В свою очередь происхождение суярганской культуры связывается с южными районами Средней, а возможно, и Передней Азии или Северной Индии…
Суярганские племена принадлежали, возможно, к индодравидоидному типу, распространённому в древности значительно шире — от Индии до Передней Азии.

## Медный век
В 5 тысячелетии до н. э. племена, происходившие с территории центрального Ирана, обосновались на юге Туркменистана. Возникла новая культура Намазга-Тепе. По своему характеру она была земледельческой, с разведением рогатого скота и свиней и ткачеством. Здесь появилась медная металлургия. Ближе к концу 4 тысячелетия до н. э. общины данной культуры установили контакты с территорией Ирана и севером долины Инда. Постепенно они распространялись на восток, аграрные поселения появились на территории Таджикистана (памятник Саразм). Появились первые колёсные транспортные средства, происходившие, очевидно, с Ближнего Востока.
Культура Намазга-тепе достигла апогея в середине 3 тысячелетия до н. э. вместе с появлением бронзы и развитием подлинного урбанизма. Она известна по таким археологическим памятникам, как Алтын-депе или Хапуз-депе. В поселении Алтын-депе был вход размером в 15 метров; имелось две аллеи, одна для пешеходов и одна — для повозок. Сохранились изображения повозок, запряжённых верблюдами. Дома состояли из нескольких комнат. Погребения в земле были, как правило, коллективными, как и в предыдущие эпохи, однако обнаружены и индивидуальные захоронения, оснащённые богатыми погребальными дарами. Эти последние находились рядом с религиозным сооружением, на основании чего можно предположить, что похороненные в богатых могилах были жрецами (в основном женщинами).
Культуры, существовавшие на территории Казахстана (в основном на юге), сохранили сходство с кельтеминарской культурой. Охота, рыболовство, собирательство - оставались основными источниками пропитания. Но наблюдается и тенденция постепенного перехода  к оседлой жизни. 
Важным памятником той эпохи является поселение Ботай на севере Казахстана. Его кремнёвые орудия относятся к 4—3 тысячелетиям до н. э. Дома были постоянными, полуподземными, с деревянной крышей. Обнаруженные костные останки животных на 99 % были лошадиными. Люди Ботая охотились на них, постепенно начиная их приручать. Возможно научились на них ездить.

## Прибытие индоевропейских племён

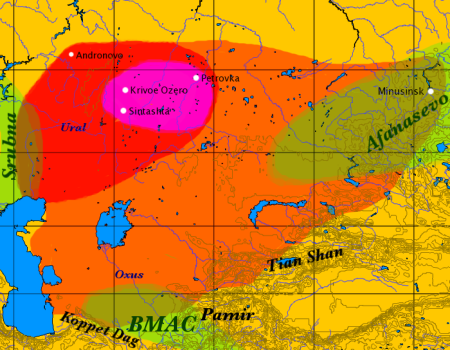
Средняя Азия в III—II тыс. до н. э.: афанасьевская, синташтская, Андроновская культуры, а также BMAC

Одомашнивание лошади осуществили в 5 тыс. до н. э. протоиндоевропейцы. Они создали курганную культуру, названную так по форме погребений. Часть их мигрировала в 4 тыс. до н. э. с юга России вплоть до южной Сибири по среднему течению Енисея, где основали афанасьевскую культуру, существовавшую в 3 тыс. до н. э. Предполагается, что носители афанасьевской культуры были предками тохаров.
Ближе к 2000 г. до н. э. они обосновались в Таримском бассейне, вокруг пустыни Такла-Макан. Эта крайне засушливая территория, по-видимому, была почти пустынной до их прибытия: наряду с некоторыми островами Тихого океана, это было одно из тех мест, куда люди проникли позднее всего в истории.
В то же время к востоку от Урала возникла синташтская культура, также произошедшая от курганной. Её носители обладали новым изобретением: боевой двухколёсной колесницей, которую везли две лошади. Также они изготавливали оружие из бронзы. Эти достижения объясняют скорость их экспансии. В течение II тыс. до н. э. они заняли значительную часть центральной Азии, в частности, весь будущий Казахстан и южную Сибирь. Также они проникли на запад Таримского бассейна, где тохары подверглись их влиянию. По-видимому, эти новые пришельцы говорили на одном из арийских языков. Они представляли собой оседлых земледельцев и скотоводов, основавших так называемую андроновскую культуру.
Они поддерживали контакты с Бактрийско-маргианской цивилизацией, существовавшей на территории Афганистана, Туркменистана, Узбекистана и Таджикистана (в частности, в Бактрии) в период 2200—1700 гг. до н. э. Эта культура образовалась, по видимому, в результате смешения людей культуры Намазга-тепе с прибывшими носителями древних арийских языков. Начиная с 1700 г. до н. э. часть этих людей мигрировала в направлении северного Инда, куда они принесли диалекты, на основе которых сложился санскрит, а часть — на Ближний Восток, где участвовала в основании царства Митанни. Фактически именно на Ближнем Востоке впервые засвидетельствованы древнейшие следы индоарийской культуры (в хурритских надписях встречается большое количество слов и названий богов из митаннийского арийского языка). В долине Инда эти люди обосновались на руинах культуры долины Инда, в упадок которой они, без сомнения, внесли свой вклад.
Языковедческий анализ показывает наличие непосредственных контактов населения индоиранской группы с населением финно-угорской языковой группы. В. Н. Чернецов указывают на наличие многих иранских черт в языке, фольклоре и обрядах более позднего угорского населения Западной Сибири (хантов и манси).
Начиная с 1500 г. до н. э. территорию бывшей Бактрийско-маргианской цивилизации заняли племена, говорившие на иранских языках. Тохары и иранцы делили между собой территорию почти всей центральной Азии. На эту территорию проник лишь один неиндоевропейский язык — бурушаски, чья территория ограничена горами северного Пакистана.

### Античный период

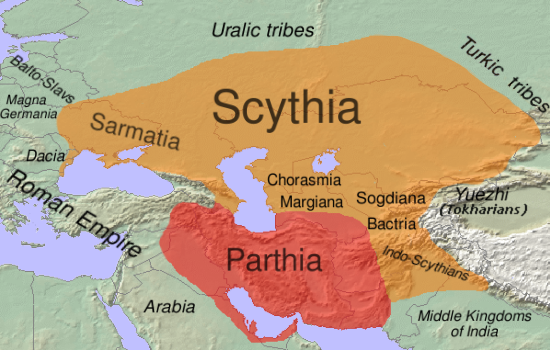
Средняя Азия в I тыс. до н. э.: Скифия, Маргиана, Парфия, Согдиана, Хорасмия

В начале I тыс. до н. э. степные носители иранских языков перешли к кочевому образу жизни и отказались от колесниц в пользу наездничества, и стали известны под названиями скифы или саки. Тем не менее, часть этих племён, известная как согды и бактрийцы, сохранила оседлый образ жизни и основала такие города, как Самарканд.
Кочевой образ жизни степных народов объясняется преобладанием скотоводства над земледелием: было невозможно пасти животных всё время в одном и том же месте, так как пастбища могли истощаться. Кочевники, тем не менее, не мигрировали постоянно, но были привязаны к определённой широкой территории, что оседлые земледельцы не всегда понимали. Кочевники, как правило, были привязаны к своим землям. Так, по рассказу Геродота, скифы долго отступали от более сильных персов, однако они готовы были умереть, защищая места погребения своих предков.